# Квартет имени Стэнли
Квартет имени Стэнли, Квартет Стэнли (англ. Stanley Quartet) — американский струнный квартет, работавший в 1949—1972 гг. под патронатом школы музыки Мичиганского университета. Был назван в честь Алберта Огастаса Стэнли, первого руководителя школы.
Тесные отношения сотрудничества связывали квартет с композитором Россом Ли Финни, в те же годы преподававшим в университете: квартет стал первым исполнителем 5-го, 6-го, 7-го и 8-го струнных квартетов Финни (5-й и 8-й посвящены Квартету Стэнли), а также Фортепианного квинтета. Кроме того, в 1950—1955 гг. Финни написал по сонате для каждого из музыкантов квартета.
Квартет имени Стэнли осуществил премьеры Фортепианного квинтета Уолтера Пистона (1949, с пианистом Джозефом Бринкманом), Струнного квартета № 14 Эйтора Вилла Лобоса (1953), квартета «Чёрные ангелы» Джорджа Крама (1970). В 1959 г. по заказу Квартета Стэнли был написан Струнный квартет № 2 Эллиота Картера, однако музыканты квартета сочли сочинение слишком сложным, и его премьера была исполнена год спустя Джульярдским квартетом.

## Состав
Первая скрипка:
- Гилберт Росс

Вторая скрипка:
- Эмиль Рааб (1949—1951)
- Гюстав Россельс (с 1951)

Альт:
- Пауль Доктор (1949—1951)
- Роберт Курт (с 1957)

Виолончель:
- Оливер Эдель (1949—1961)
- Джером Йелинек (1961—1972)